# Премия сэра Джорджа Стокса

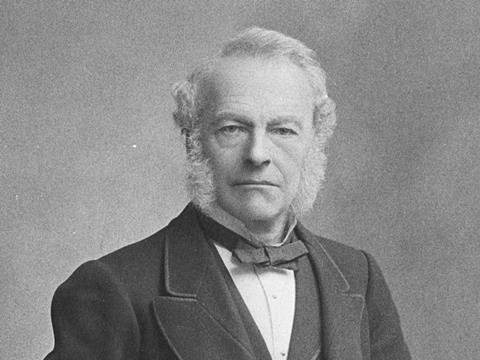
Джордж Стокс

Премия сэра Джорджа Стокса (другое название — Медаль Стокса, англ. — Sir George Stokes Award, Stokes Medal) названа в честь Джорджа Габриэля Стокса и вручалась раз в два года Аналитическим отделом Королевского химического общества.   
Премия была учреждена в 1999 году для утверждения междисциплинарного характера аналитической химии и присуждалась за выдающийся и продолжительный вклад в аналитическую науку, сделанный исследователями в смежной области, чьи достижения привели к разработкам, имеющим основополагающее значение для аналитической химии. Премия не предполагала ограничений на гражданство номинантов и присуждалась до 2019 года.  
В 2020 году в результате реформы системы наград Королевского химического общества эта награда стала частью серии премий Analytical Science Horizon Prize, охватывающих современные химические науки, присуждаемых группам ученых — первооткрывателям новых направлений аналитической химии.

## Лауреаты
Источник Королевское химическое общество:
- 2019: Во Динь Туан, Дьюкский  университет[9][10][11]
- 2017: Тонни Касс (Tony Cass), Имперский колледж Лондона[12][13]
- 2015: Сергей Казарян, Имперский колледж Лондона[14][15][16]
- 2013: Ричард Ван Дуйн[17][18]
- 2011: Ричард Комптон (Richard Compton)[19][20][21]
- 2009: Робин Кларк[22]
- 2007: Кеннет Саслик (Kenneth Suslick)[23]
- 2005: Джон Мейриг Томас
- 2003: премия не присуждалась
- 2001: Карл Хоррис (Karl H. Norris)[24]
- 1999: Алек Джефрис